# Stade clermontois Basket Auvergne
O Stade clermontois Basket Auvergne, mais conhecido por Clermontois, foi um clube de basquetebol baseado em Clermont-Ferrand, França que foi fundido com o JA Vichy para formar o JA Vichy-Clermont Métropole. Mandava seus jogos no Maison des Sports com capacidade para 4.630 espectadores.

## Histórico de Temporadas
| Temporada | Nível | Liga      | Pos. | J     | PL  | Resultado         |
| --------- | ----- | --------- | ---- | ----- | --- | ----------------- |
| 2001-02   | 3     | NM1       | 1    |       |     | Promovido campeão |
| 2002-03   | 2     | LNB Pro B | 7    | 17-13 |     |                   |
| 2003-04   | 2     | LNB Pro B | 1    | 26-4  |     | Promovido campeão |
| 2004-05   | 1     | LNB Pro A | 13   | 14-20 |     |                   |
| 2005-06   | 1     | LNB Pro A | 14   | 14-20 |     |                   |
| 2006-07   | 1     | LNB Pro A | 13   | 15-19 |     |                   |
| 2007-08   | 1     | LNB Pro A | 16   | 4-26  |     | Rebaixado         |
| 2008-09   | 2     | LNB Pro B | 4    | 23-11 | 0-2 | Quartas de finais |
| 2009-10   | 2     | LNB Pro B | 14   | 13-21 |     |                   |
| 2010-11   | 2     | LNB Pro B | 17   | 10-24 |     | Rebaixado         |
| 2011-12   | 3     | NM1       | 15   | 8-26  |     | Rebaixado         |
| 2012-13   | 4     | NM2       | 5    | 14-12 |     |                   |
| 2013-14   | 4     | NM2       | 3    | 16-10 |     |                   |
| 2014–15   | 4     | NM2       | 6    | 11-10 |     |                   |

fonte:eurobasket.com

## Títulos

### LNB Pro B (segunda divisão)
- Campeão (1):2003-04

### Nationale 1 (terceira divisão)
- Campeão (1):2001-02

### Nationale 2 (quarta divisão)
- Campeão (1):2000-01